# West Dunbartonshire
West Dunbartonshire (Schots-Gaelisch: Siorrachd Dhùn Bhreatainn an Iar) is een raadsgebied (council area) in het midden van Schotland met een oppervlakte van 159 km². De hoofdplaats is Dumbarton en het raadsgebied heeft 89.130 inwoners (2017).
Het raadsgebied ligt direct ten noordwesten van de stad Glasgow en het zuidwestelijke deel behoort tot het stedelijke gebied van Glasgow. West Dunbartonshire behoort tot de lieutenancy area en het historische graafschap Dunbartonshire.
Het in Dumbarton gelegen Dumbarton Castle was het machtscentrum van het koninkrijk Strathclyde dat bestond vanaf de vijfde eeuw tot het in 1018 opging in het koninkrijk Schotland.

## Plaatsen
- Alexandria
- Balloch
- Bonhill
- Bowling
- Clydebank
- Dalmuir
- Drumry
- Dumbarton
- Duntocher
- Hardgate
- Jamestown
- Milton
- Old Kilpatrick
- Renton
- Faifley

Aberdeen · Aberdeenshire · Angus · Argyll and Bute · City of Edinburgh · Clackmannanshire · Dumfries and Galloway · Dundee City · East Ayrshire · East Dunbartonshire · East Lothian · East Renfrewshire · Falkirk · Fife · Glasgow City · Highland · Inverclyde · Midlothian · Moray · Na h-Eileanan Siar (Buiten-Hebriden) · North Ayrshire · North Lanarkshire · Orkney Islands · Perth and Kinross · Renfrewshire · Scottish Borders · Shetland Islands · South Ayrshire · South Lanarkshire · Stirling · West Dunbartonshire · West Lothian
Zie ook: lieutenancy areas, de vroegere regio's en graafschappen